# Односи Србије и Боцване
Односи Србије и Боцване су инострани односи Републике Србије и Републике Боцване.

## Билатерални односи
Дипломатски односи са Боцваном су успостављени 1970. године.
Амбасада Републике Србије у Преторији (Јужноафричка Република) радно покрива Боцвану.

### Политички односи
Република Боцвана не признаје ЈПНК и током 38. Генералне конференције УНЕСКО гласала је против пријема тзв. "Косова".
Председник Републике Србије Т. Николић одликовао је поводом Дана државности 15. фебруара 2016. године председника Републике Боцване Ијана Каму Орденом Републике Србије на Ленти.

### Економски односи
- У 2020. години забележен је само минимални извоз Србије у износу од 16.000 америчких долара.
- У 2019. години укупна размена је била мања од 30 хиљада УСД. Од тога 80% је био извоз из Србије.
- У 2018. извоз из РС износио је 268.000 америчких долара, док је увоз био на нивоу статистичке грешке.[3][4]

### Некадашњи дипломатски представници у Боцвани
- Кемал Сејфула од 1970. до 1973. године.